# Kasekitō
Kasekitō (jap. 化石島) – manga autorstwa Osamu Tezuki, wydana 5 grudnia 1951 nakładem wydawnictwa Tokodo.

## Fabuła
Na tajemniczej Wyspie Skamielin zjawiają się trzej goście: reporter prasowy Rock, autorka piosenek Kodama oraz mangaka Osamu Tezuka. Na wyspie znajduje się wiele skał w kształcie ludzi. Gdy każde z nich spogląda na inną skałę z własnym imieniem, wszyscy troje przenoszą się do świata snów. W świecie snów Rocka tworzy on duet z legendarnym detektywem Sherlockiem Holmesem. Wspólnie ruszają w pościg za francuskim mistrzem złodziei, Arsène’em Lupinem, rywalizując o odnalezienie ukrytej rzeźby. W świecie snów Osamu Tezuki, spożycie starożytnych potraw przenosi go do świata, w którym ludzie i zwierzęta zamienili się mózgami. Teraz ludzie zachowują się jak zwierzęta, a zwierzęta jak ludzie. Z kolei Kodama odkrywa, że została okradziona z własnego ciała przez boga miłości Erosa, który przybiera postać starca. Bez swojego ciała, jej duch wznosi się do Nieba.

## Inne mangi
W wydaniu Kasekitō z serii Tezuka Osamu Manga Zenshū do książki dodano dwie krótkie historie Tezuki: Robin-chan oraz Tatsugafuchi no otome.